# Нейен, Вейнанд
Вейнанд Нейен (нидерл. Wijnand Nuijen; 4 марта 1813[…], Гаага — 2 июня 1839, Гаага) — нидерландский художник-пейзажист, представитель романтизма.

## Биография
Родился в 1813 году в Гааге, в семье пекаря. Отец сумел разглядеть талант сына к живописи, и, когда Вейнанду исполнилось 12, отдал его в ученики к художнику Андреасу Схелфхауту. Его следующим учителем стал пейзажист Бартоломеус ван дер Хове, обучение у которого продолжалось до 1829 года. Уже в том же году Общество «Felix Meritis» в Амстердаме наградило Нейена медалью за представленную акварель с лесным пейзажем.
Став самостоятельным живописцем, Нейен много работал на плэнере на северном побережье Франции, в частности, в Нормандии. Путешествовал также по Бельгии и Германии. Сосредоточившись на пейзажах, Нейен писал прибрежные и городские виды, руины со сложным и тщательно продуманным стаффажем. Работал как маслом, так и акварелью.
В 1836 году Нейен стал членом Королевской академии художеств в Амстердаме. Через некоторое время после этого он женился на дочери своего наставника Схелфхаута.
Вейнанд Нейен скончался на пике своей популярности в 1839 году.
Большим ценителем его творчества был король Нидерландов Виллем I, в личном собрании которого к 1843 году было шесть пейзажей художника.

## Галерея

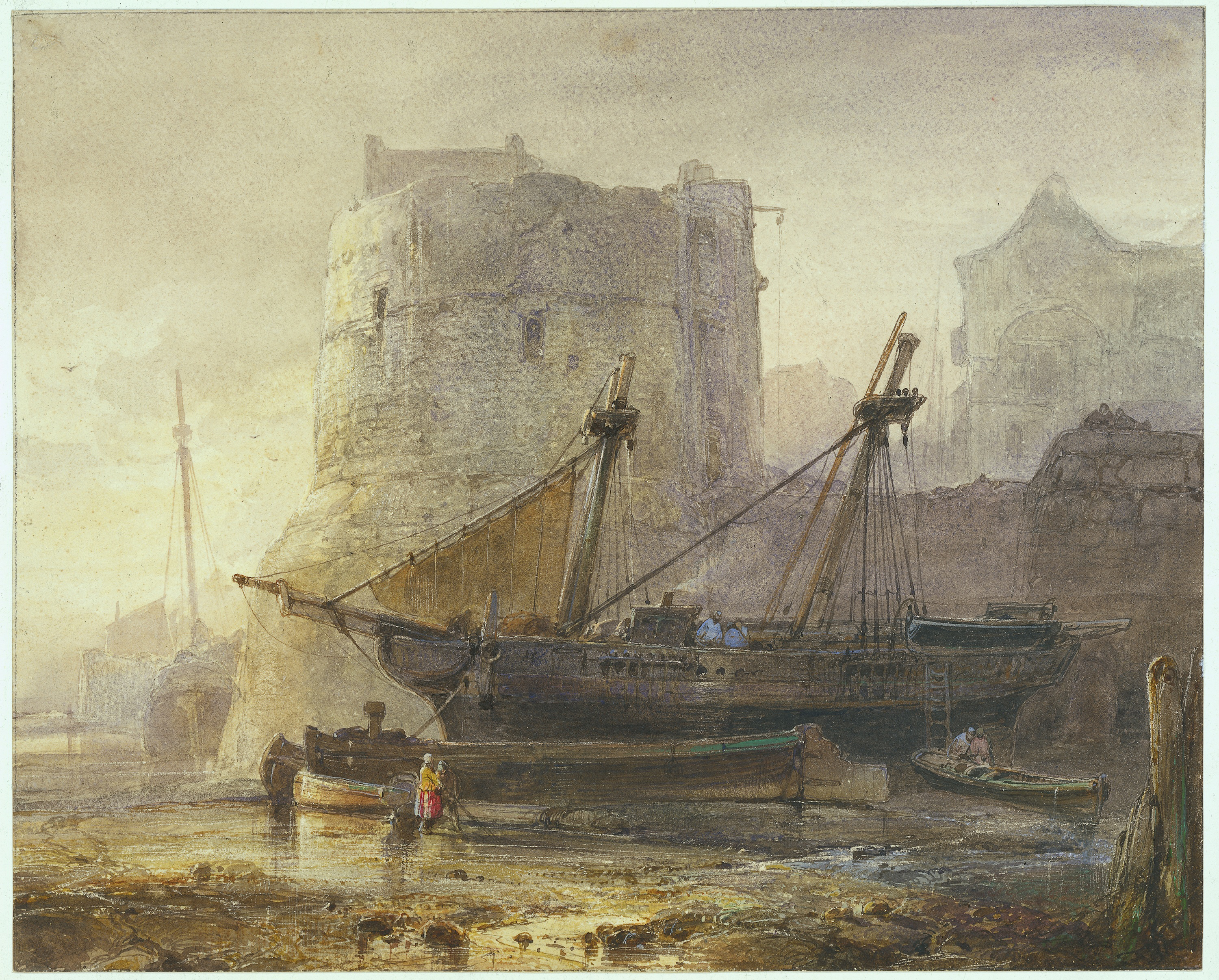
Корабли во французской гавани во время отлива, 1836, Рейксмюсеум, Амстердам
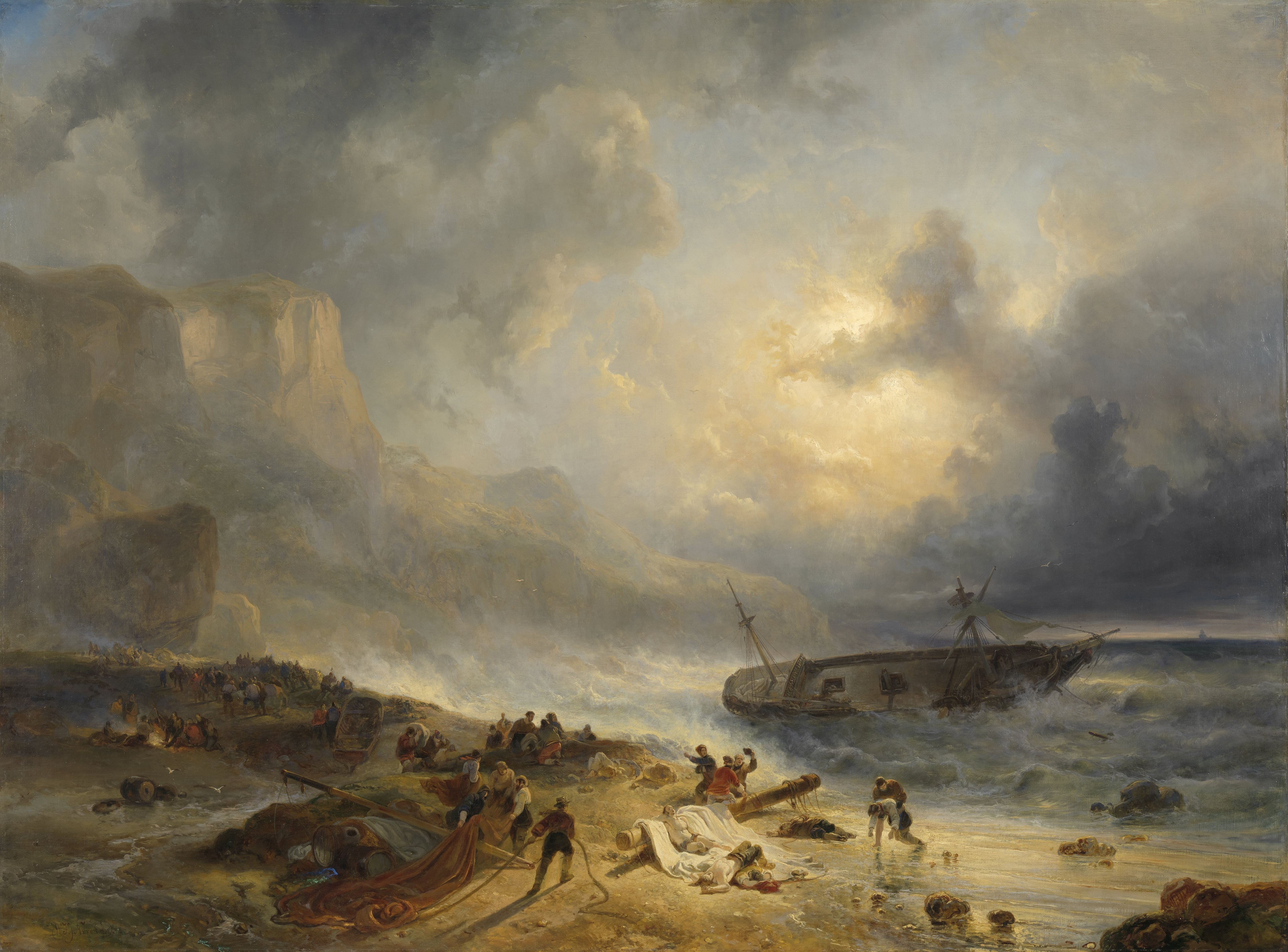
Кораблекрушение на скалистом берегу, 1837, Рейксмюсеум
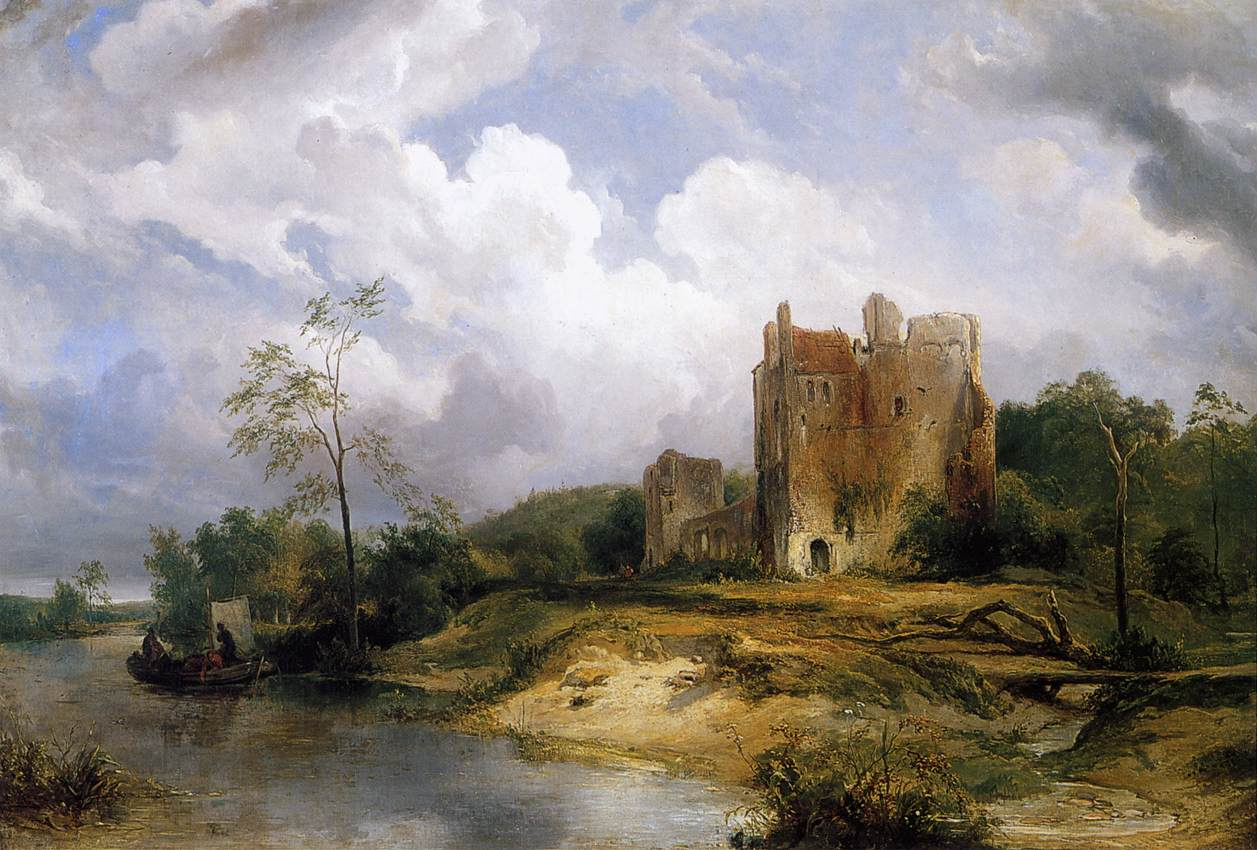
Речной пейзаж с руинами, 1838, Рейксмюсеум
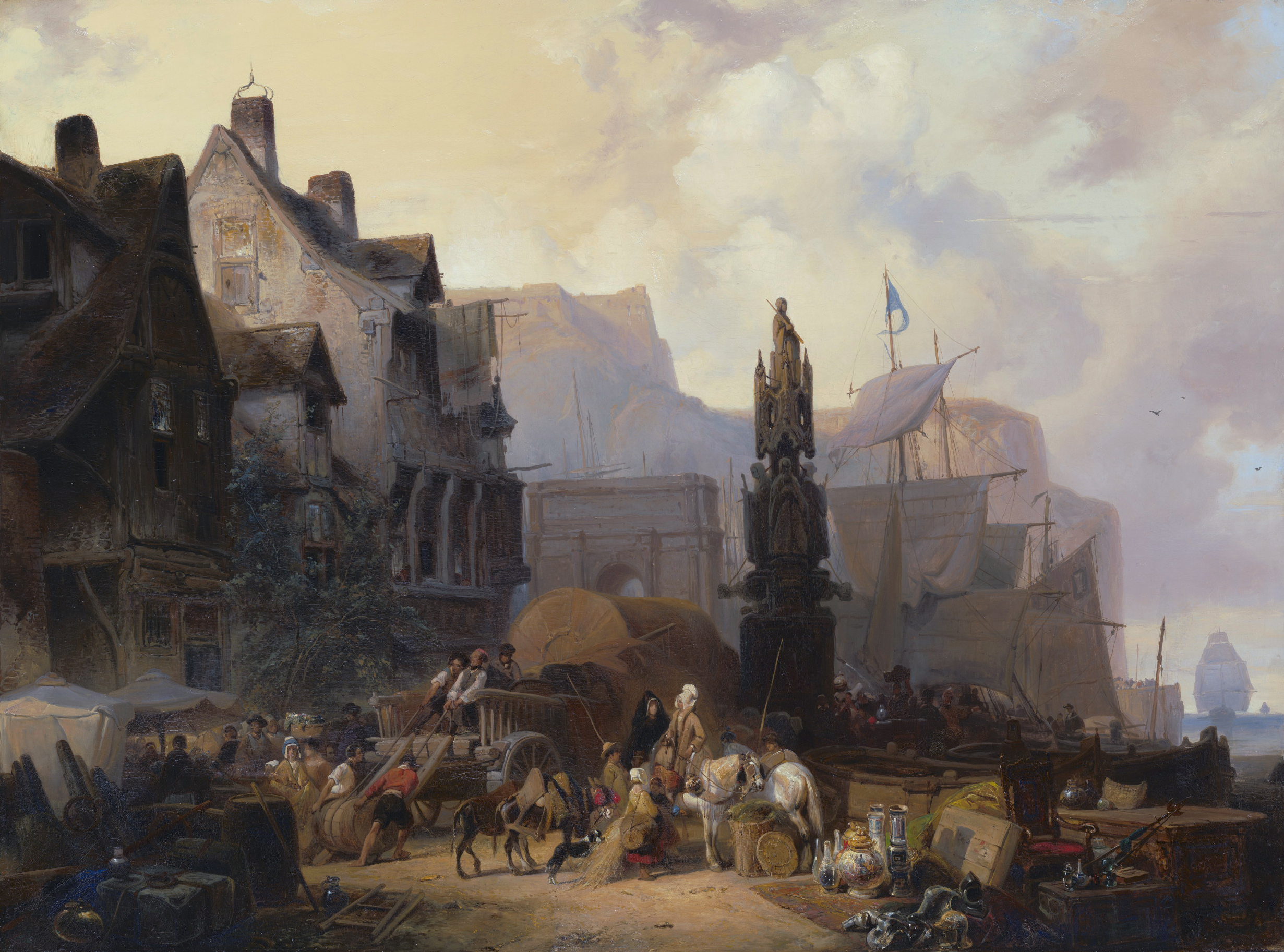
, Оживленный порт в Нормандии, 1836, Музей Тейлора, Амстердам
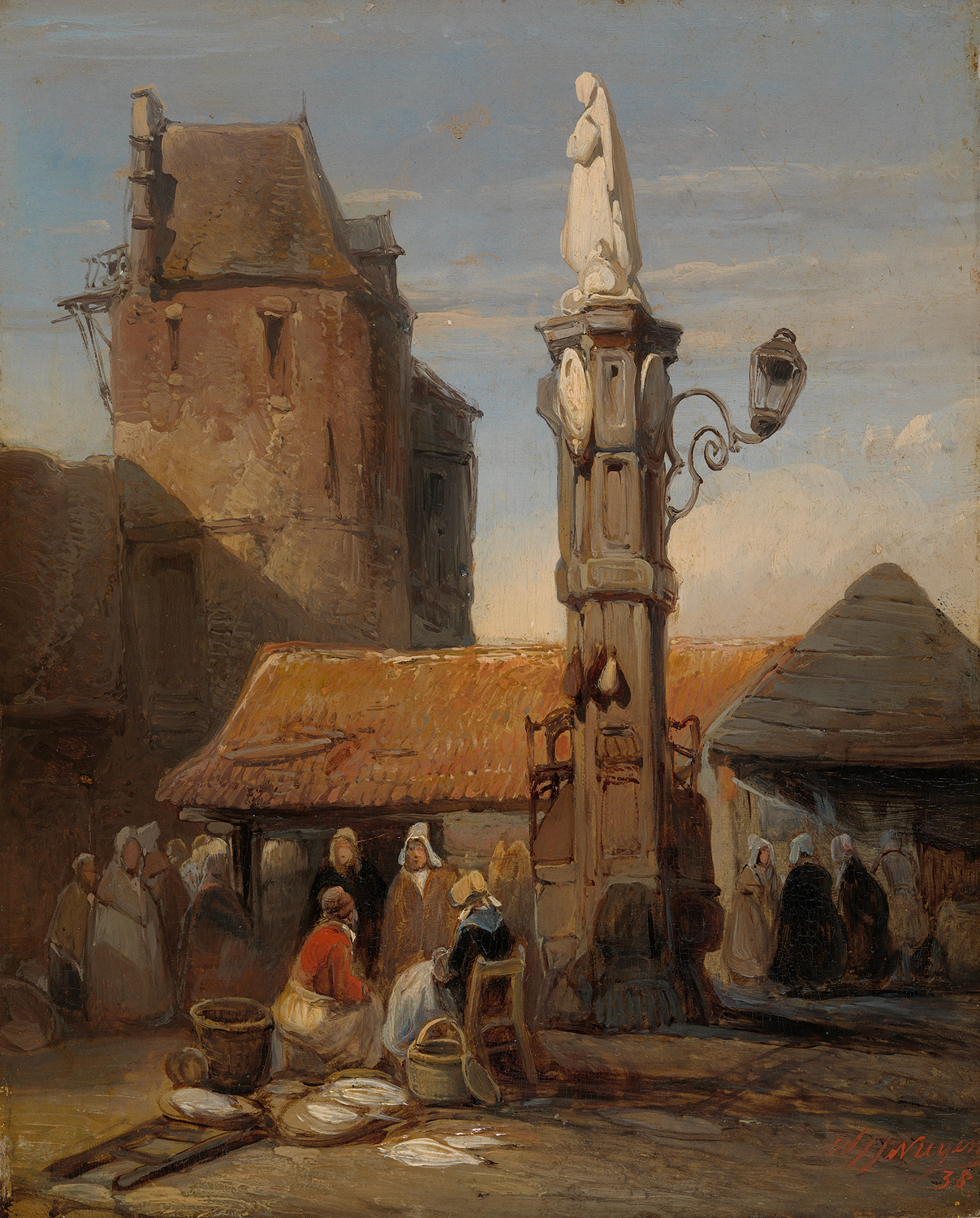
Рыбный рынок, 1838, Амстердамский исторический музей
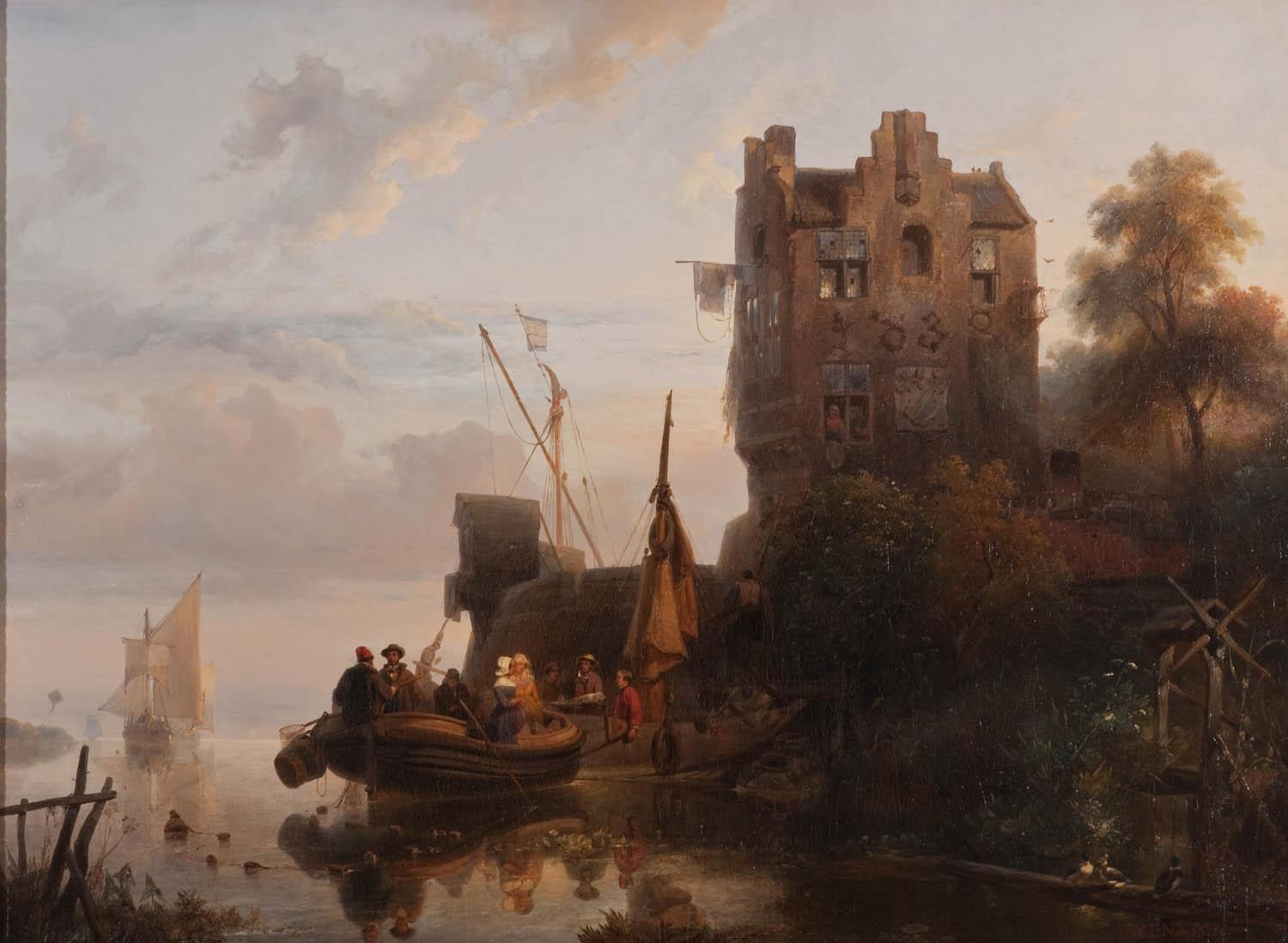
Прогулка на лодке, 1839, частное собрание